# Мудра кров (фільм)
Мудра кров (англ. Wise Blood) — американський фільм 1979 року.

## Сюжет
Американський ветеран війни у В'єтнамі Хейзл Моутс, не маючи цілей у житті, засновує нову «Церкву без Христа» і проповідує світові, що Біблія бреше. Одного разу він знайомиться з іншим ветераном, який пропонує Моутсу осліпнути, тому що це — єдиний спосіб по-справжньому «прозріти».

## У ролях
| Актор               | Роль        |
| ------------------- | ----------- |
| Бред Дуріф          | Хейзл Моутс |
| Джон Х'юстон        | дід         |
| Ден Шор             | Енох Еморі  |
| Гаррі Дін Стентон   | Аса Хоукс   |
| Емі Райт            | Саббат Лілі |
| Мері Нелл Сантакрок | господиня   |
| Нед Бітті           | Гувер Шотс  |
| Вільям Хіккі        | проповідник |
| Дж.Л. Паркер        | Карл        |